# Elisabeth Neumann-Viertel
Elisabeth Neumann-Viertel (5 de abril de 1900 — 24 de dezembro de 1994) foi uma atriz austríaca.
Sob o regime nazista, emigrou-se para os Estados Unidos, mas retornou mais tarde. Foi a segunda esposa de Berthold Viertel.